# James Ellington
James Ellington (ur. 6 września 1985 w Londynie) – brytyjski lekkoatleta specjalizujący się w biegach sprinterskich.
Swój pierwszy międzynarodowy sukces Brytyjczyk odniósł w 2007 roku, kiedy to wraz z kolegami z reprezentacji sięgnął po złoty medal młodzieżowych mistrzostw Europy w biegu rozstawnym 4 × 100 metrów w Debreczynie.
Uczestnik eliminacji światowego czempionatu w Daegu (2011) oraz igrzysk olimpijskich w Londynie (2012). Rok później na półfinale zakończył występ na mistrzostwach globu w Moskwie. W 2014, również w sztafecie Ellington sięgnął po srebrny medal Igrzysk Wspólnoty Narodów w Glasgow oraz po złoto mistrzostw Starego Kontynentu w Zurychu. Sukces ten powtórzył podczas następnej edycji europejskiego czempionatu w Amsterdamie (2016). Uczestnik igrzysk olimpijskich w Rio de Janeiro (2016), w których nie przebrnął przez eliminacje biegu na 100 metrów oraz uplasował się na 5. miejscu w sztafecie.
Stawał na najwyższym stopniu podium mistrzostw Wielkiej Brytanii oraz reprezentował kraj na drużynowych mistrzostwach Europy.

## Osiągnięcia
| Rok  | Impreza                                 | Miejsce        | Konkurencja             | Lokata               | Wynik         | Reprezentacja |
| ---- | --------------------------------------- | -------------- | ----------------------- | -------------------- | ------------- | ------------- |
| 2003 | Mistrzostwa Europy juniorów             | Tampere        | bieg na 200 metrów      | 6. miejsce           | 21,10         | GBR           |
| 2004 | Mistrzostwa świata juniorów             | Grosseto       | bieg na 100 metrów      | 7. miejsce           | 10,56         | GBR           |
| 2004 | Mistrzostwa świata juniorów             | Grosseto       | sztafeta 4 × 100 metrów | –                    | DQ            | GBR           |
| 2005 | Mistrzostwa Europy juniorów             | Erfurt         | bieg na 100 metrów      | 5. miejsce           | 10,35         | GBR           |
| 2005 | Mistrzostwa Europy juniorów             | Erfurt         | sztafeta 4 × 100 metrów | 4. miejsce           | 39,45         | GBR           |
| 2007 | Młodzieżowe mistrzostwa Europy          | Debreczyn      | sztafeta 4 × 100 metrów | 1. miejsce           | 38,95         | GBR           |
| 2011 | Superliga drużynowych mistrzostw Europy | Sztokholm      | sztafeta 4 × 100 metrów | 1. miejsce           | 38,60         | GBR           |
| 2011 | Mistrzostwa świata                      | Daegu          | bieg na 100 metrów      | eliminacje           | 20,82         | GBR           |
| 2012 | Mistrzostwa Europy                      | Helsinki       | sztafeta 4 × 100 metrów | –                    | DNF           | GBR           |
| 2012 | Igrzyska olimpijskie                    | Londyn         | bieg na 200 metrów      | eliminacje           | 21,23         | GBR           |
| 2013 | Superliga drużynowych mistrzostw Europy | Gateshead      | sztafeta 4 × 100 metrów | 1. miejsce           | 38,39         | GBR           |
| 2013 | Mistrzostwa świata                      | Moskwa         | bieg na 200 metrów      | półfinał             | 20,44         | GBR           |
| 2013 | Mistrzostwa świata                      | Moskwa         | sztafeta 4 × 100 metrów | –                    | DQ            | GBR           |
| 2014 | IAAF World Relays                       | Nassau         | sztafeta 4 × 100 metrów | 3. miejsce           | 38,19         | GBR           |
| 2014 | Superliga drużynowych mistrzostw Europy | Brunszwik      | bieg na 200 metrów      | 3. miejsce           | 20,60         | GBR           |
| 2014 | Superliga drużynowych mistrzostw Europy | Brunszwik      | sztafeta 4 × 100 metrów | 1. miejsce           | 38,51         | GBR           |
| 2014 | Igrzyska Wspólnoty Narodów              | Glasgow        | bieg na 200 metrów      | półfinał             | 20,66         | ENG           |
| 2014 | Igrzyska Wspólnoty Narodów              | Glasgow        | sztafeta 4 × 100 metrów | 2. miejsce           | 20,66 (elim.) | ENG           |
| 2014 | Mistrzostwa Europy                      | Zurych         | bieg na 200 metrów      | półfinał             | 20,52         | GBR           |
| 2014 | Mistrzostwa Europy                      | Zurych         | sztafeta 4 × 100 metrów | 1. miejsce           | 37,93         | GBR           |
| 2014 | Puchar Interkontynentalny               | Marrakesz      | sztafeta 4 × 100 metrów | 2. miejsce           | 38,62         | GBR / Europa  |
| 2015 | IAAF World Relays                       | Nassau         | sztafeta 4 × 100 metrów | 1. miejsce (Finał B) | 38,67         | GBR           |
| 2015 | Superliga drużynowych mistrzostw Europy | Czeboksary     | sztafeta 4 × 100 metrów | 1. miejsce           | 38,21         | GBR           |
| 2015 | Mistrzostwa świata                      | Pekin          | sztafeta 4 × 100 metrów | –                    | DNF           | GBR           |
| 2016 | Mistrzostwa Europy                      | Amsterdam      | bieg na 100 metrów      | 5. miejsce           | 10,19         | GBR           |
| 2016 | Mistrzostwa Europy                      | Amsterdam      | sztafeta 4 × 100 metrów | 1. miejsce           | 38,17         | GBR           |
| 2016 | Igrzyska olimpijskie                    | Rio de Janeiro | bieg na 100 metrów      | eliminacje           | 10,29         | GBR           |
| 2016 | Igrzyska olimpijskie                    | Rio de Janeiro | sztafeta 4 × 100 metrów | 5. miejsce           | 37,98         | GBR           |

## Rekordy życiowe
- Bieg na 60 metrów (hala) – 6,67 (2014)
- Bieg na 100 metrów – 10,04 (2016)
- Bieg na 200 metrów (stadion) – 20,31 (2016)
- Bieg na 200 metrów (hala) – 21,30 (2006)